# Matthias Stirnemann
Matthias Stirnemann, né le 8 novembre 1991, est un coureur cycliste suisse spécialiste de VTT cross-country.

## Palmarès

### Coupe du monde
- Coupe du monde de cross-country
  - 2016 : 6e du classement général
  - 2018 : 42e du classement général
  - 2019 : 22e du classement général